# Różopole (Warszawa)
Różopole – osiedle w północno-wschodniej części Warszawy, w dzielnicy Białołęka (w jej środkowo-północnej części, w rejonie ulicy Insurekcji).

## Opis
Różopole jest osiedlem w rejonie obecnej Choszczówki. Do 1951 były podwarszawską wsią. Obecnie podobnie jak Brzeziny Nowe nazwa ta jest stosunkowo rzadko używana. Nazwę tę jednak odnotowuje Państwowy Rejestr Nazw Geograficznych, i jest ona zaznaczana na mapach.